# Джейн Эйр (фильм, 1943)
«Джейн Эйр» (англ. Jane Eyre) — киноадаптация романа Шарлотты Бронте «Джейн Эйр», снятая режиссёром Робертом Стивенсоном в 1943 году. Сценарий был создан Стивенсоном, Джоном Хаусманом и Олдосом Хаксли при участии Генри Костера и Кетти Фрингс.

## Сюжет
Маленькая сирота Джейн Эйр живёт у своей тёти. Между ней и миссис Рид нет кровного родства: её покойный дядя был братом матери Джейн. Кузен Джон часто издевается над ней, но не признаёт этого, и тётя предпочитает верить ему, а не девочке-приёмышу. После того, как Джейн однажды наконец даёт Джону отпор, миссис Рид решает отправить её в Ловудскую школу для сирот, которой управляет лицемерный и жестокий мистер Брокльхерст. Он охотно разделяет мнение миссис Рид о том, что Джейн — маленькая, но уже отъявленная лгунья. Впрочем, Джейн радостно соглашается покинуть ужасный для себя дом, надеясь, что в школе она будет счастливее. Горничная Бесси, добрая женщина, дарит Джейн на прощание свою брошь, и Джейн отвечает ей поцелуем в щёку, а, прощаясь с тётей, кричит ей, что больше никогда так её не назовёт и не будет навещать её, даже когда станет взрослой.
В школе, однако, Джейн не находит себе утешения. Мистер Брокльхерст перед всеми объявляет, что она лживая, порочная девочка, и в наказание за все «грехи» в её характере оставляет её стоять одну на табурете. Одинокую Джейн успокаивает Элен Бёрнс, её добрая ровесница. В школе очень строгое содержание: мистер Брокльхерст отчасти от скупости, отчасти от веры в то, что плоть человека должна страдать во имя прощения Господом души, позволяет девочкам голодать и мёрзнуть. Доктор Риверс приезжает на очередной осмотр учениц и замечает, что в школе действительно очень холодно, а кашель, которым страдают некоторые ученицы, в частности Элен, может перерасти в болезнь вроде чахотки. Мистер Брокльхерст отрезает вьющиеся от природы волосы Элен, поскольку завитые локоны в школе «неприемлемы», и, когда Джейн заступается за неё, он отправляет подруг под дождь в наказание за дерзость. Позже доктор Риверс возвращается с лекарствами для Элен, замечает расхаживающих с позорными табличками и с грузом в руках девочек и тотчас же заводит их внутрь. Он натирает Элен маслами и оставляет отдыхать, а Джейн, обеспокоенная услышанными от него словами, боится, что Элен умрёт. Элен отвечает, что её ничего не страшит, даже если чахотка погубит её, и предлагает Джейн поспать рядом с ней, чтобы было теплее. Наутро Джейн в ужасе обнаруживает Элен мёртвой. Доктор Риверс утешает её, говоря, что Бог создал детей сильными и храбрыми и что Джейн должна быть такой, потому что у каждого человека есть свой долг.
Спустя много лет Джейн вырастает и оканчивает школу. Несмотря на то, что мистер Брокльхерст хочет оставить её преподавать в Ловуде (так он сможет платить своей выпускнице меньше, чем учителю «со стороны»), она даёт объявление в газету и получает место гувернантки в поместье Торнфилд. Её принимает экономка миссис Фэйрфакс, которая объясняет, что она будет гувернанткой маленькой француженки Адель. На поздней прогулке Джейн встречает всадника, которым в дальнейшем оказывается мистер Рочестер, хозяин поместья. Его же воспитанницей является Адель. Он очень резкий, временами грубый человек — по отношению как к слугам, так и к Адель. От миссис Фэйрфакс Джейн узнаёт о Грейс Пул, не совсем приятной, но хорошо исполняющей свои обязанности служанке, с присутствием которой приходится мириться. По просьбе Рочестера, человека вдвое старше, Джейн спокойно беседует с ним почти на равных, вежливо, но уверенно отстаивая свои права. Как-то ночью Джейн слышит странный смех в коридоре и находит там оброненную свечу, а после видит пожар в комнате хозяина. Она спасает Рочестера, помогает потушить пламя, и, проверив Адель, Рочестер отправляется в запретную часть поместья, куда никто, кроме него и Грейс Пул, не может входить. Джейн он просит никому об этом не рассказывать, а сам рассказывает ей про появление здесь Адель: он когда-то был влюблён в танцовщицу, и Адель, по её словам, являлась его дочерью (в это он не особо верит), поэтому, когда она сбежала с новым воздыхателем, Рочестер забрал оставленную ею малышку из Франции и привёз сюда.
Наутро Джейн обнаруживает отъезд Рочестера, и он не появляется здесь до весны. Он приезжает вновь внезапно и даже не предупреждает толком, что приедет с гостями. Джейн, чувствуя зарождающуюся любовь к хозяину, с болью слышит, как все обсуждают его предстоящую, пока лишь предполагаемую женитьбу на благородной красавице мисс Бланш Ингрэм. Это образованная, но вместе с тем высокомерная молодая леди, и Джейн, задетая её презрительным отношением к гувернанткам в целом, уходит с приёма к себе. Её догоняет Рочестер и аккуратно выводит на откровенный разговор, но их прерывает неожиданный приезд человека по имени Мэйсон. Рочестера этот визит приводит в ужасное состояние духа. Джейн, ничего не понимая, всё же на его последующие вопросы отвечает, что останется рядом и будет утешать его, даже если всё общество от него отвернётся. Ночью кто-то нападает на Мэйсона, но Рочестер успокаивает проснувшихся гостей будничным объяснением. Только Джейн он открывает правду, и она присматривает за раненым, пока Рочестер не возвращается с врачом. За откровенной с его стороны беседой в саду он признаётся, что считает Джейн «своим маленьким другом», самым близким для себя человеком. Он, к тому же, прекрасно понимает, что мисс Бланш интересен не столько он, сколько его огромное состояние.
Джейн хочет попросить у Рочестера рекомендации, считая, что, когда он женится, Адель отправится в школу, и гувернантка станет здесь не нужна. Рочестер обещает, что сам подыщет ей место. Вечером на прогулке в саду Рочестер заявляет Бланш, что понимает её намерения выйти за него из-за его дохода: он не обладает приятной внешностью или характером, и деньги — его единственная привлекательная черта. Бланш это оскорбляет. На следующее утро все гости уезжают из поместья, и только хозяин остаётся здесь. Между Джейн и Рочестером происходит ещё одна откровенная беседа, и оба они чувствуют, что им будет очень трудно расстаться друг с другом. Пока в саду портится погода, Рочестер предлагает Джейн руку и сердце — он любит её и хочет жениться только на ней. Радостная Джейн соглашается, и они уходят в дом от начавшейся грозы. Подготовка к свадьбе завершается счастливым торжеством любви, но во время венчания Джейн и Рочестера в церковь входит Мэйсон с человеком, который заявляет священнику о невозможности этого союза. Дело в том, что Рочестер уже давно женат, и Мэйсон — брат его жены. Раздосадованный Рочестер показывает всем им ту самую комнату, куда было запрещено заходить. Там он держит свою сумасшедшую жену, и вылечить её уже никак невозможно. Джейн, раненая этими новостями прямо в сердце, собирается, чтобы уйти из Торнфилда. Рочестер пытается её остановить своей историей: давным-давно его отец сосватал ему девушку, и по молодости Рочестер не воспротивился этому, но, прожив с ней в браке несколько лет, он стал свидетелем её окончательного помешательства, которое досталось ей «в наследство» от безумной же матери. Тем не менее, Джейн не может позволить себе стать незаконной женой или, того хуже, любовницей и всё-таки покидает Торнфилд.
Прожив некоторое время скиталицей без крова и возможности получить другую работу, Джейн решает вернуться к Бесси, горничной своей тёти, единственному человеку, к которому она могла обратиться за помощью. Состарившаяся Бесси поначалу не узнаёт её, но замечает свою старую брошь и радостно приветствует Джейн. Она рассказывает, что кузен Джон по достижению совершеннолетия уехал в Лондон и опустился до карточных игр, вследствие чего тётя Рид почти разорилась, выплачивая его долги. Прошлым летом Джон покончил с собой, и тётя Рид с тех пор совсем плоха. Джейн, сжалившись, остаётся ухаживать за тётей, которая тоже не узнаёт племянницу вначале, а, узнав, просит Джейн не покидать её. Позже Джейн навещает доктор Риверс: с ним связались, поскольку он знал Джейн по Ловуду, и некто хочет знать о её местонахождении. Видя слёзы в глазах девушки, доктор Риверс сжигает письмо и не отвечает на него. Когда миссис Рид умирает, многие из её вещей распродают на аукционе. Во время непогоды Джейн хочет закрыть распахнувшееся окно, но слышит зов Рочестера будто из ниоткуда: «Джейн, Джейн, Джейн». Она принимает это за знак и устремляется обратно в Торнфилд. Там она встречает миссис Фэйрфакс, которая рассказывает ей, что жена Рочестера выбралась из комнаты и подожгла поместье. Теперь оно частично сгорело. Все смогли уцелеть и вовремя выбраться, но Рочестер залез на крышу за женой, а она бросилась вниз и разбилась. Испытав обрушение горящей лестницы во время спуска по ней, Рочестер серьёзно пострадал: он хромает и не видит. Он появляется здесь, и Джейн говорит ему, что вернулась. Рочестер не может поверить в это и, хотя безмерно рад, не хочет, чтобы она оказалась связана с калекой. Джейн всеми силами уверяет его, что она пришла не из жалости, но из любви, и умоляет не прогонять её. Рочестер отвечает, что не сможет её прогнать, и страстно целует её. В последние мгновения фильма Джейн рассказывает, что со временем он поправился, снова постепенно начал видеть и даже смог увидеть глаза их первенца — точно такие же, какие были у него самого когда-то.

### Расхождения с романом
Фильм является экранизацией не самого романа, а основанной на романе радиопьесы, поставленной в театре «The Mercury Theatre on the Air» Орсона Уэллса, поэтому сюжет местами сильно расходится с романом, и даже показанный в начале фильма якобы отрывок из вступления к книге, написанный от первого лица, на самом деле не имеет к оригинальному тексту Шарлотты Бронте, тоже написанному от первого лица, никакого отношения.

## Актёрский состав
| В ролях           |  | Персонаж                      |
| ----------------- |  | ----------------------------- |
| Джоан Фонтейн     |  | Джейн Эйр                     |
| Орсон Уэллс       |  | Эдвард Рочестер               |
| Пегги Энн Гарнер  |  | юная Джейн Эйр                |
| Элизабет Тейлор   |  | Элен Бёрнс                    |
| Эдит Барретт      |  | миссис Фэйрфакс               |
| Агнес Мурхед      |  | миссис Рид                    |
| Маргарет О’Брайен |  | Адель                         |
| Сара Олгуд        |  | Бесси                         |
| Генри Дэниелл     |  | Генри Броклхёрст              |
| Хиллари Брук      |  | Бланш Ингрэм                  |
| Барбара Эверест   |  | леди Ингрэм                   |
| Джон Саттон       |  | Сент-Джон Риверс              |
| Обри Мазер        |  | полковник Дент                |
| Джон Эбботт       |  | Ричард Мейсон                 |
| Мэй Марш          |  | Леа                           |
| Эрскин Сэнфорд    |  | мистер Бриггс                 |
| Бетта Сент Джон   |  | сиротка (в титрах не указана) |

## Производство
Дэвид О. Селзник нанял Джона Хаусмана в феврале 1941 года, когда Хаусман был режиссером пьесы Филипа Барри «Колокол Свободы». Первым заданием Хаусмана для продюсера будет написание сценария для Джейн Эйр.
Хаусман позже сказал: «Я по глупости полагал, что буду продюсировать фильм, потому что Селзник только что снял „Унесённые ветром“ и „Ребекка“, и я надеялся, что на некоторое время он отдохнет от продюсирования и позволит мне заняться продюсированием для его студии. Это была одна из причин, по которой я пошел к нему работать. Но я не знал Дэвида Селзника! Не могло быть и речи о том, чтобы он мечтал о том, чтобы позволить кому-то другому что-то делать».